# John G. Nichols

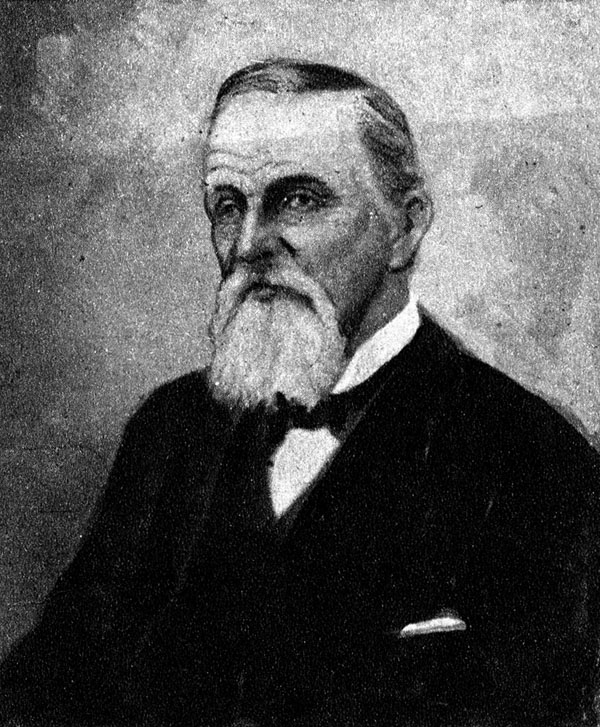
John G. Nichols

John Greg Nichols (* 29. Dezember 1812 im Onondaga County, New York; † 22. Januar 1898 in Los Angeles, Kalifornien) war ein US-amerikanischer Politiker. In den Jahren 1852 und 1853 sowie nochmals von 1856 bis 1859 war er Bürgermeister der Stadt Los Angeles.

## Werdegang
John Nichols kam noch vor dem Beitritt zu den Vereinigten Staaten im Jahr 1850 nach Kalifornien. Er war Händler, Geschäftsmann und Architekt und/oder Bauunternehmer. Er wohnte in einem der ersten aus Steinen erbauten Häuser in Los Angeles. Sein Sohn war 1851 das erste als Amerikaner geborene Baby dieser Stadt. Bereits im Jahr zuvor eröffnete Nichols eine englischsprachige Schule in seinem Haus.
1852 wurde er zum Bürgermeister von Los Angeles gewählt. Diesen Posten hatte er zwischen dem 4. Mai 1852 und dem 3. Mai 1853 inne. Nach dem Rücktritt von Stephen Clark Foster am 22. September 1856 und einer kurzen Übergangsamtszeit von Manuel Requena wurde er erneut in dieses Amt gewählt, das er nach einigen Wiederwahlen zwischen dem 4. Oktober 1856 und dem 9. Mai 1859 bekleidete. Politisch gehörte er inzwischen der Demokratischen Partei an. Während seiner beiden Amtszeiten arbeitete Nichols daran, das amerikanische Verwaltungssystem in seiner mexikanisch geprägten Stadt zu etablieren.
Nach dem Ende seiner Zeit als Bürgermeister ist John Nichols politisch nicht mehr in Erscheinung getreten. Er starb am 22. Januar 1898 in Los Angeles.